# Joan Grau i Tarruell
Joan Grau i Tarruell (Sabadell, 10 de febrer de 1934) és un empresari tèxtil i polític català. Va ser regidor, cap de llista i tinent d'alcalde de cultura de l'Ajuntament de Sabadell entre 1967 i 1974. Posteriorment va ser escollit regidor l'any 1987 per Convergència i Unió (CiU).

## Biografia
Fill de l'empresari tèxtil Andreu Grau i Molins (empresa Cal Grau) i de Maria Tarruell i Canalias, es va casar amb la sabadellenca Silvia Bedós i Boix i van tenir cinc fills.
Va cursar els estudis primaris i secundaris a l'Escola Pia, i posteriorment el batxillerat als jesuïtes de Sant Ignasi a Sarrià. Es llicencià com a advocat a la Facultat de Dret de la Universitat de Barcelona el 1956.
Fou promotor i professor de l'Escola de Secretariat de Sabadell i més tard president de l'Institut Sallarès i Pla d'Estudis Tècnics, Econòmics i Socials. Exercí de vocal de la Junta directiva del Gremi de Fabricants de Sabadell. Fou conseller de la Mútua Sabadellenca d'Accidents de Treball i Malalties, càrrec que exercí fins 1967, durant el qual aquesta entitat creà la Clínica Santa Fe. Fou nomenat vocal de districte, substitut de l'Agrupació de Fiscalies núm.35. Fou president de la Cambra Oficial de Comerç i de la Indústria de Sabadell.
Va continuar la saga familiar tèxtil amb l'empresa "Grau S.A Tintes y Acabados", situada també al Molí Sec del riu Ripoll a Sabadell, fins a l'any 2009 que es va traslladar a un altre punt del mateix riu, situat al municipí veí de Castellar del Vallès. Va ser imputat pel cas Estevill, acusat de factures falses, però el jutge va acabar declarant el sobreseïment lliure. El cas Estevill investigava les possibles extorsions a empresaris de Terrassa i rodalia relacionades amb l'exjutge Estevill i el cas Casoldapsa-Phoscao, que va significar el pagament de 25 milions de pessetes en un compte corrent controlat pel testaferro d'Estevill en el banc Darier, Hentsch et Cie. de Ginebra.
El 5 de febrer de 1967 l'alcalde Josep Burrull el va nomenar tinent d'alcalde de Cultura, càrrec que va exercir fins al 3 de febrer de 1974. Durant el seu mandat es va construir el primer centre pilot experimental d'EGB a Campoamor-Espronceda. En democràcia es va presentar com a cap de llista de CiU i va figurar a les llistes electorals d'aquesta, tant a les eleccions municipals com a les autonòmiques, és membre del Patronat de la Fundació Caixa de Sabadell des de la seva fundació l'any 2000.